# 센텐드레구

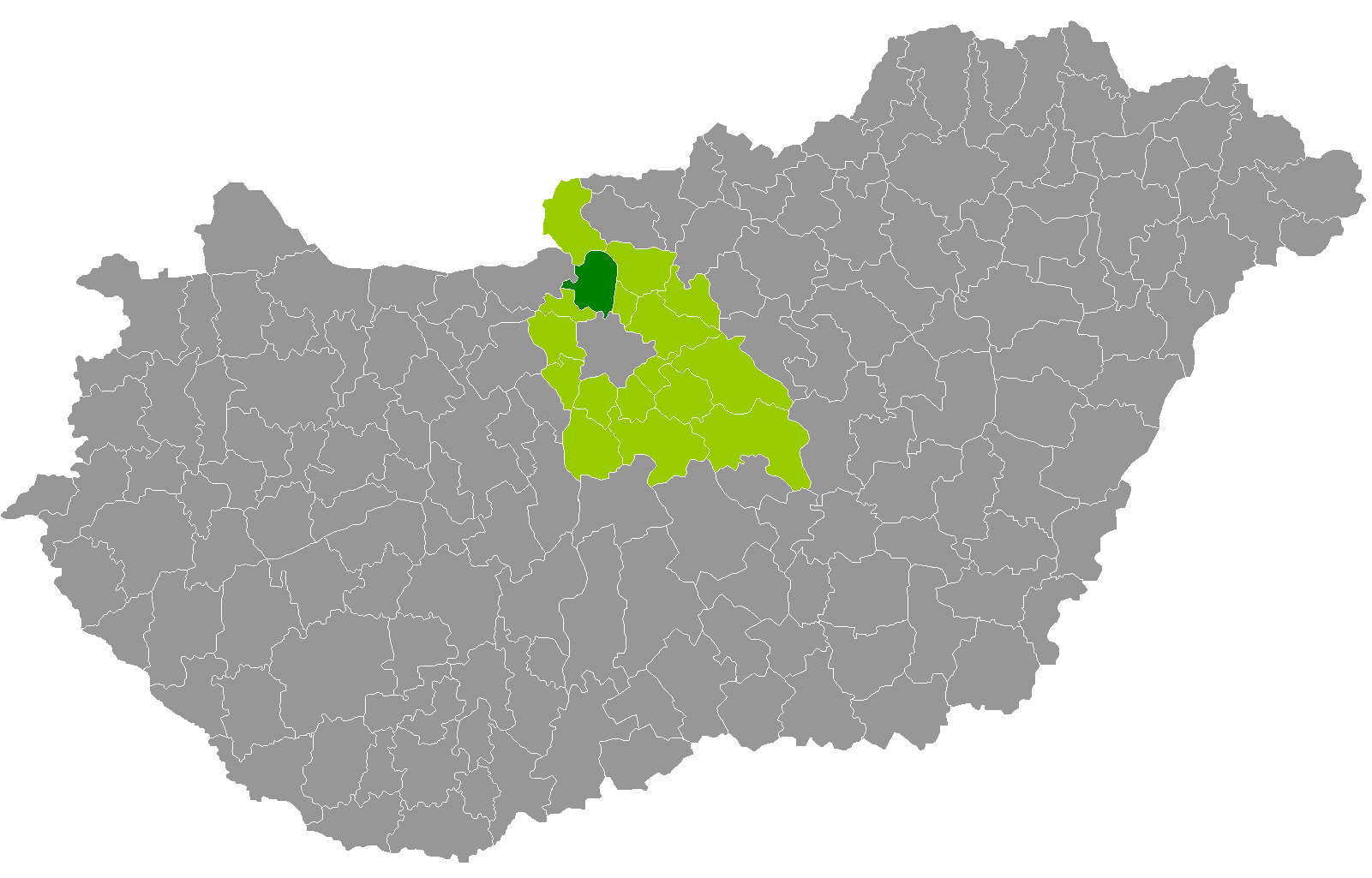
페슈트주 지도에 표시된 센텐드레구의 위치

센텐드레구(헝가리어: Szentendrei járás)는 헝가리 페슈트주에 위치한 구로 구청 소재지는 센텐드레이며 면적은 326.58km2, 인구는 77,802명(2011년 기준), 인구 밀도는 238명/km2이다.
북쪽으로는 소브구, 동쪽으로는 바츠구, 두너케시구, 남쪽으로는 부다페스트, 남서쪽으로는 필리슈뵈뢰슈바르구, 서쪽으로는 코마롬에스테르곰주 에스테르곰구와 접한다. 13개 지방 자치체(4개 시, 9개 마을)를 관할한다.

구 문장